# Cleptometopus assamanus
Cleptometopus assamanus är en skalbaggsart som beskrevs av Stefan von Breuning 1967. Cleptometopus assamanus ingår i släktet Cleptometopus och familjen långhorningar. Inga underarter finns listade i Catalogue of Life.